# Ludovic Jeannel
Pour les articles homonymes, voir Jeannel.
Ludovic Jeannel est un footballeur  professionnel français né le 29 août 1975 à Obernai. Il est défenseur.

## Biographie
De 1990 à 1995 il joue au Nîmes Olympique chez les 15 ans nationaux, puis chez les 17 ans nationaux, et enfin avec la réserve professionnelle. 
Ce joueur dispute 20 matchs en Ligue 1 sous les couleurs de l'AS Cannes lors de la saison 1997-1998. Son premier match en L1 remonte au 30 novembre 1997 à l'occasion du derby Marseille-Cannes.

## Carrière de joueur
- 1997-2000 :  AS Cannes (20 matchs en D1, 57 matchs en D2)
- 2000-2002 :  LB Châteauroux (97 matchs et 3 buts D2)
- 2003-2005 :  CS Sedan-Ardennes (21 matchs en L2)
- 2005-2007 :  Stade de Reims (46 matchs en L2)
- 2007-2008 :  Stade brestois (32 matchs en L2)
- 2008-2009 :  Nîmes Olympique (7 matchs en L2)